# Devalvacija
Devalvacija je službena promjena pariteta neke nacionalne valute utvrđivanjem njezine niže vrijednosti u odnosu na neku stabilnu valutu ili u odnosu na neko drugo mjerilo. Devalvacija je čin izravnavanja unutarnje (niže) vrijednosti novca izražene u njegovoj kupovnoj moći na domaćem tržištu i njegove neopravdano više vanjske vrijednosti izražene u deviznom tečaju. U današnje vrijeme, promjene tečajeva su pod utjecajem tržišnih čimbenika česte i imaju svoje dnevne vrijednosti. Stoga se tek ponekad znatniji pad deviznog tečaja kolokvijalno naziva devalvacijom, a takva promjena izazvana odlukom monetarnih vlasti – korekcijom tečajeva.